# Suining
Suining (xinès simplificat: 遂宁; xinès tradicional: 遂寧; pinyin: Sùining; Wade–Giles: Sui-ning) és una ciutat a nivell de prefectura de la província de Sichuan, a la República Popular de la Xina. Segons el cens de 2020, la població de Suining era de 2.814.196 habitants, repartits en una superfície de 5.278 quilòmetres quadrats.

## Geografia

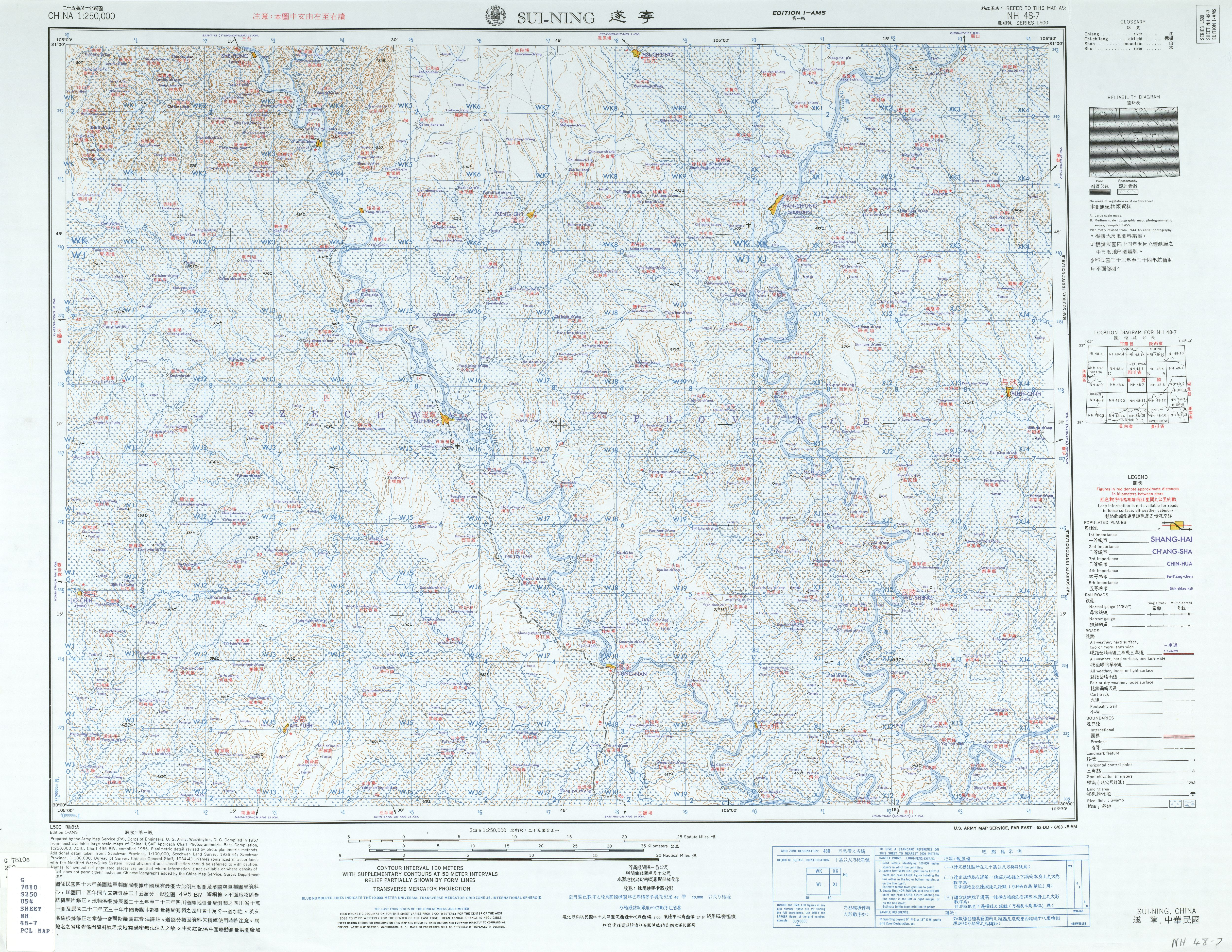
Mapa que inclou Suining (etiquetat com a 遂寧 SUI-NING) (AMS, 1957)

Suining es troba al centre de la conca de Sichuan i al curs central del riu Fu, limitant amb Chongqing, Guang'an i Nanchong a l'est, Neijiang i Ziyang al sud, la capital provincial de Chengdu a l'oest i Deyang i Mianyang al nord. La seva prefectura, o àrea administrativa, oscil·la en latitud entre 30° 10' 50" i 31° 10' 50" N, o 108,9 quilòmetres i en longitud de 105° 03' 26" a 106° 59' 49" E, o 90,3 quilòmetres. Tot i que gran part de la prefectura és muntanyosa, la àrea urbana, que ocupa 40 quilòmetres quadrats, es troba en terreny pla.

### Clima
Suining té un clima subtropical humit influït pel monsó (Köppen Cwa) i és en gran part suau i humit, amb quatre estacions diferenciades. L'hivern és curt, suau i boirós, tot i que les precipitacions són escasses. El gener té una mitjana de 6,6 °C i, tot i que es poden produir gelades, la neu és rara. Els estius són llargs, calorosos i humits, amb la mitjana diària al juliol i agost al voltant dels 27 °C, i l'agost és una mica més càlid. Les pluges són lleugeres a l'hivern i poden ser abundants a l'estiu, i el 75% del total anual es produeix de maig a setembre.

## Llocs d'interès
Segons la llegenda local, Suining és la ciutat natal de Guanyin i les seves germanes. Una cançó popular declara que una resideix al temple Lingquan, una altra al temple Guangde, mentre que la tercera germana és lluny, al mont Putuo del sud de la Xina.
Els boscos ocupen aproximadament el 34% de la superfície de Suining: és la primera ciutat de Sichuan en protecció del medi ambient. L'estadi del centre esportiu de Suining, amb capacitat per a 30.000 persones, es troba a la ciutat. L'estadi es va inaugurar el 2014 i s'utilitza principalment per a partits de futbol.

## Subdivisions
| Mapa de Suining                                                         | Mapa de Suining | Mapa de Suining | Mapa de Suining | Mapa de Suining | Mapa de Suining |
| ----------------------------------------------------------------------- | --------------- | --------------- | --------------- | --------------- | --------------- |
| Chuanshan Anju Comtat · de Pengxi Shehong · (ciutat) Comtat · de Daying |                 |                 |                 |                 |                 |
| Nom                                                                     | Hanzi           | Hanyu Pinyin    | Població (2010) | Sup. (km²)      | Densitat (/km²) |
| Districte de Chuanshan                                                  | 船山区          | Chuánshān Qū    | 656.760         | 618             | 1.063           |
| Dsitricte d'Anju                                                        | 安居区          | Ānjū Qū         | 639.125         | 1.258           | 508             |
| Comtat de Pengxi                                                        | 蓬溪县          | Péngxī Xiàn     | 553.239         | 1.251           | 442             |
| Shehong                                                                 | 射洪市          | Shèhóng Shí     | 924.531         | 1.496           | 618             |
| Comtat de Daying                                                        | 大英县          | Dàyīng Xiàn     | 478.896         | 703             | 681             |